# Adippe testudo
Adippe testudo är en insektsart som beskrevs av Buckton. Adippe testudo ingår i släktet Adippe och familjen hornstritar. Inga underarter finns listade i Catalogue of Life.